# Terbutanol
El terbutanol (también llamado 2-metil-2-propanol) es un alcohol terciario de fórmula (H3C)3-C-OH. Los isómeros de este compuesto son el metilpropan-1-ol, el butan-1-ol y el butan-2-ol.

## En la naturaleza
El terbutanol ha sido hallado en cervezas y garbanzos; también en la mandioca, que es usada a veces en la fermentación de bebidas alcohólicas.

## Obtención
Comercialmente se deriva del isobutano como un subproducto de la elaboración de óxido de propileno. También puede producirse mediante la hidratación catalítica del isobutileno, o por reacción de Grignard entre acetona y cloruro de metilmagnesio.
La purificación no puede realizarse por destilación simple debido a la formación de un azeótropo con el agua. Aunque el secado inicial del solvente que contenga grandes cantidades de agua se realiza mediante la adición de benceno para formar un azeótropo terciario y destilarle el agua. Las pequeñas cantidades de agua son removidas por secado con óxido de calcio (CaO), carbonato de potasio (K2CO3), sulfato de calcio (CaSO4), o sulfato de magnesio (MgSO4), seguido de una destilación fraccionada. El terbutanol anhidro se obtiene luego haciendo reflujo y destilando de magnesio activado con iodo, o metales alcalinos como sodio o potasio. Otros métodos incluyen el uso de tamiz molecular de 4 Å, terbutilato de aluminio, hidruro de calcio (CaH2), o cristalización fraccionada bajo atmósfera interte.

## Usos
El terbutanol se emplea como solvente, denaturalizador del etanol.